# 南之星 (雜誌)
南之星，是台灣日治時期由台北公會堂事務所天體觀測同好會（於1939年6月成立）所發行的天文雜誌。

## 概要
- 1940年2月發行第1卷第1號，同年12月發行第11號。
- 1941年1月起至12月，第2卷12號全部發行。
- 1942年1月起至10月，發行到第3卷第10號後停刊，原因不明。

## 相關資料
- 發行兼印刷人：吉村昌久
- 印刷人：青木一良（臺北市太平町2丁目18番地）
- 印刷所：三和印刷所
- 發行所：天體觀測同好會（臺北市公會堂内）